# Wakana Yanai
Wakana Yanai (japanisch 柳井 わかな Yanai Wakana) ist eine japanische Mangaka. Ihr Manga Cinderella Closet – Aufbruch in eine neue Welt erschien unter anderem auch auf Deutsch.

## Werdegang und Werk
Ihr Debüt hatte Yanai 2009 mit der Kurzgeschichte Moguku no Angel, das im Magazin Bessatsu Margaret veröffentlicht wurde. Wie alle späteren Werke richtet es sich an jugendliche Mädchen (Shōjo) und erzählt eine romantische Geschichte im Schulalltag. Es folgten weitere Kurzgeschichten im gleichen Magazin sowie mit Nageki no Marie 2013 eine erste kurze Serie. Diese handelt von einem Mädchen, das früher von einem Jungen wegen ihres Aussehens aufgezogen wurde und sich seither zurückhaltend kleidet, bis sie diesen an der Oberschule wiedertrifft. Yanai erste längere Serie war He Loves You von 2015, das von zwei Mädchen erzählt, die um den beliebtesten Jungen der Klasse wetteifern. Die von 2019 bis 2022 erschienene Serie Cinderella Closet – Aufbruch in eine neue Welt wurde dann erstmals in mehrere Sprachen übersetzt, darunter ab 2021 bei Altraverse ins Deutsche. Der Manga erzählt von einer Dreiecksbeziehung, in die eine junge, vom Land nach Tokio gezogene Studentin gerät.

## Bibliografie (Auswahl)
- Moguku no Angel (2009, Kurzgeschichte)
- Nageki no Marie (嘆きのマリー, 2013, 1 Band)
- He Loves You (2015, 3 Bände)
- Kimi to Miru Sekai (君と見るセカイ, 2017, 1 Band, Kurzgeschichtensammlung)
- Cinderella Closet – Aufbruch in eine neue Welt (シンデレラクロゼット Cinderella Closet, 2019–2022, 8 Bände)